# Willa Hammerschmidt

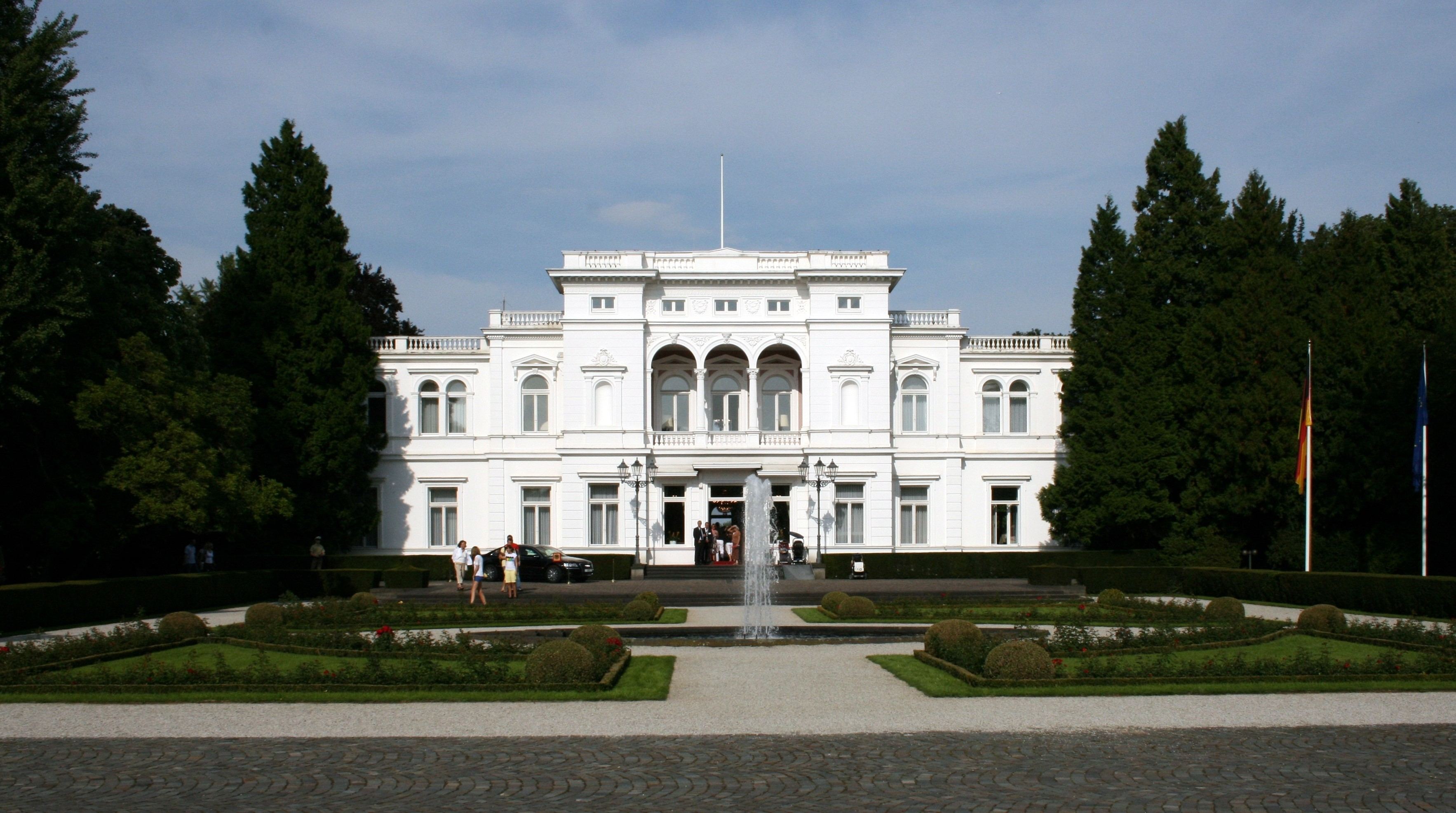
Willa Hammerschmidt w Bonn

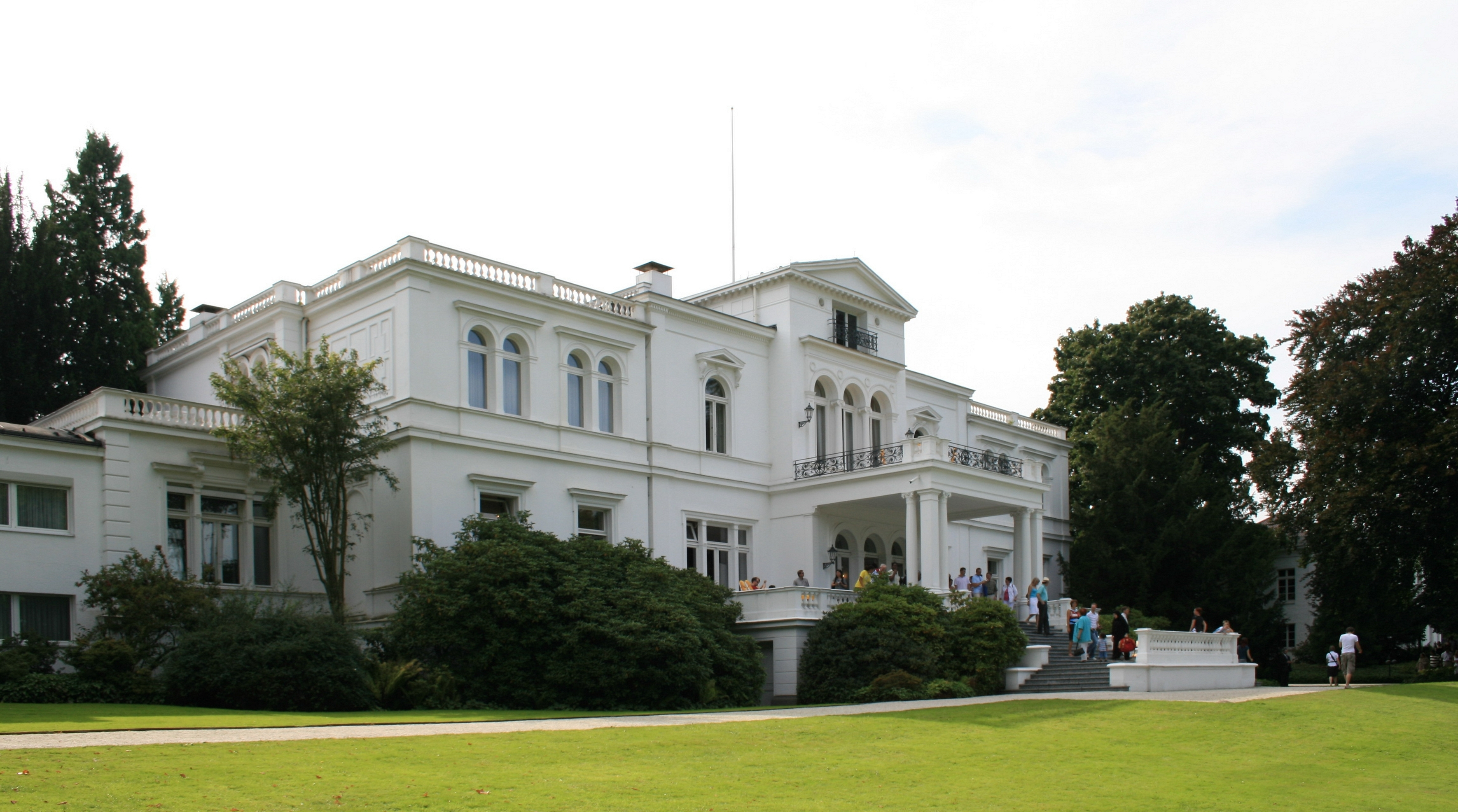
Widok na taras od strony Renu

Willa Hammerschmidt w Bonn (Niemcy) – od 1950 siedziba urzędu i miejsce zamieszkania Prezydenta Republiki Federalnej Niemiec.
Od 1994 druga obok pałacu Bellevue w Berlinie, siedziba tego urzędu. Z powodu podobieństwa do Białego Domu, nazywana niekiedy „bońskim Białym Domem”. Willa położona jest na brzegu Renu na północ od pałacu Schaumburg – drugiej siedziby Kanclerza Republiki.

## Historia

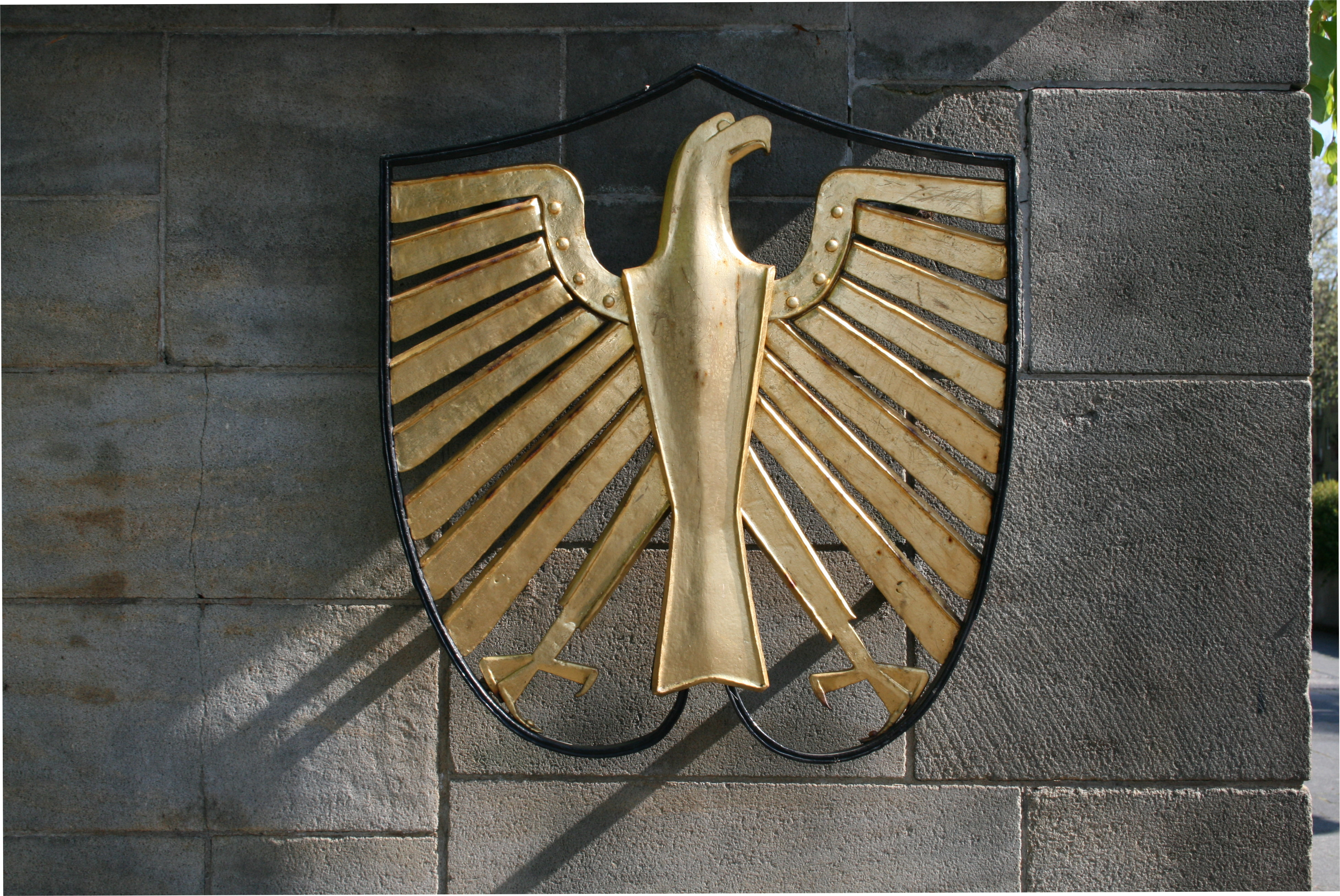
Godło Niemiec przy wjeździe do Willi Hammerschmidt

Ta późnoklasycystyczna willa została zbudowana w 1860 na polecenie kupca Albrechta Troosta według planów architekta Augusta Dieckhoffa. W 1878 na zlecenie jej drugiego właściciela Leopolda Koeniga, który kupił ją w 1868, została powiększona i przebudowana według projektu Otto Pennera. Również w 1878 został założony przez dyrektora hamburskich ogrodów F.J.C. Jürgensa, 5 ha park krajobrazowy wokół willi oraz grota Nibelungów. Leopold Koenig nie licząc się z kosztami, kazał wybudować też palmiarnię ze szklaną kopułą, oraz chłodnię, cieplarnię i salę bilardową oraz salę muszlową o długości 40m. Swoją nazwę willa zawdzięcza tajnemu radcy pruskiemu, Rudolfowi Hammerschmidtowi, który zrobił majątek na bawełnie i kupił ją w 1889. Po jego śmierci w 1928 budynek został podzielony na mieszkania czynszowe, a ruchomości i zbiory sztuki zlicytowane. Po II wojnie światowej, okupacyjne władze brytyjskie zarekwirowały willę, która nieuszkodzona przetrwała działania wojenne. W 1950 cały kompleks willi wraz z budynkami gospodarczymi i parkiem nad Renem, został zakupiony przez państwo i przeznaczony na siedzibę urzędu Prezydenta Republiki Federalnej Niemiec. Pierwszy Prezydent Federalny Theodor Heuss używał willi również jako miejsca zamieszkania. O tym czy na miejscu przebywa właśnie głowa państwa, zawiadamia wciągnięta na maszt willi flaga republiki.

## Wnętrze

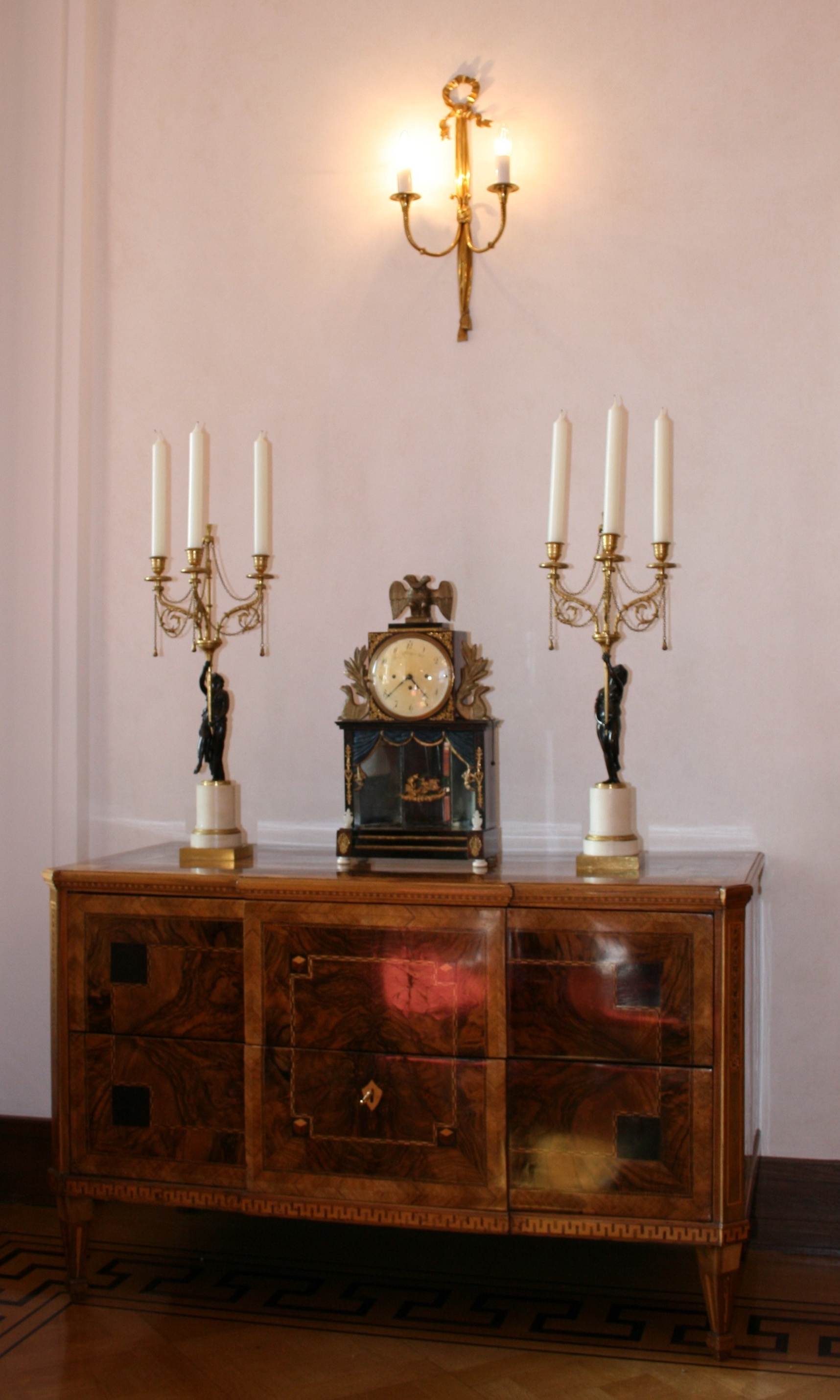
Detale wystroju sali przyjęć

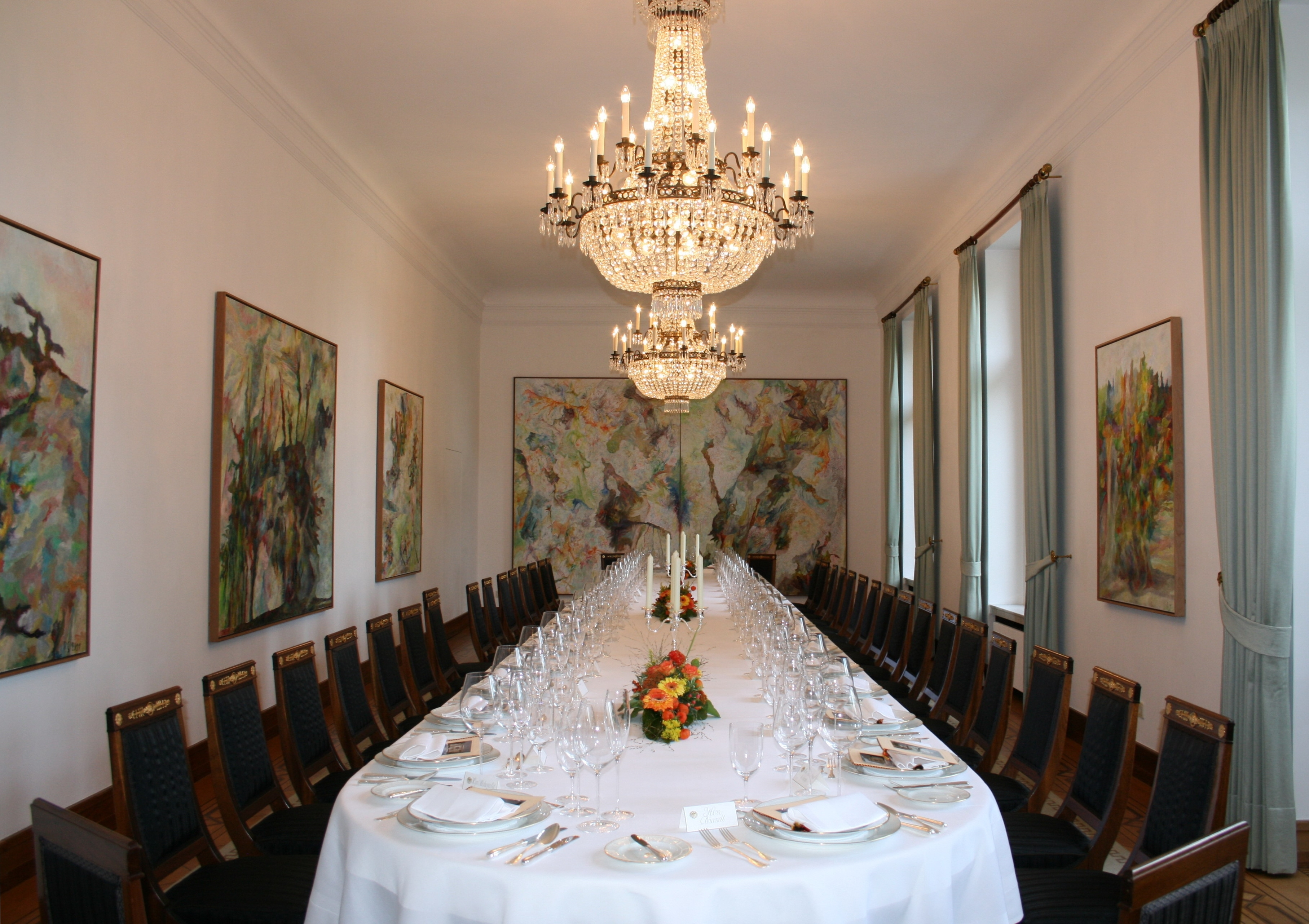
Sala jadalna

Piętro willi zajmują prywatne apartamenty prezydenckie. Na parterze znajdują się pomieszczenia reprezentacyjne, sala przyjęć, kominkowa, jadalnia i pokój tarasowy. Znajdujące się w pomieszczeniach meble i wyposażenie zostało przekazane do dyspozycji z zamku Wilhelmshöhe w Kassel. Przeważającym stylem wnętrz willi Hammerschmidt jest francuski Empire z lat ok. 1830. Przedmioty wyposażenia pochodzą najczęściej z depozytów krajów związkowych, oraz funduszu muzealnego.

## Właściciele
- 1860–1868 – kupiec Albrecht Troost
- 1868–1899 – rosyjski radca carski Leopold Koenig (jego syn Alexander Koenig założył Zoologische Reichsmuseum Alexander Koenig – Muzeum Zoologiczne, naprzeciwko Willi Hammerschmidt)
- 1899–1928 – tajny radca pruski Rudolf Hammerschmidt
- 1928–1945 – kupno Willi przez jego zięcia Ernsta Poensgena dla jego drugiej żony Lulu Hammerschmidt
- 1945–1949 – Willa zarekwirowana przez aliantów
- od 1950 – własność Republiki Federalnej Niemiec